# Bunt producentów wina w Langwedocji w 1907

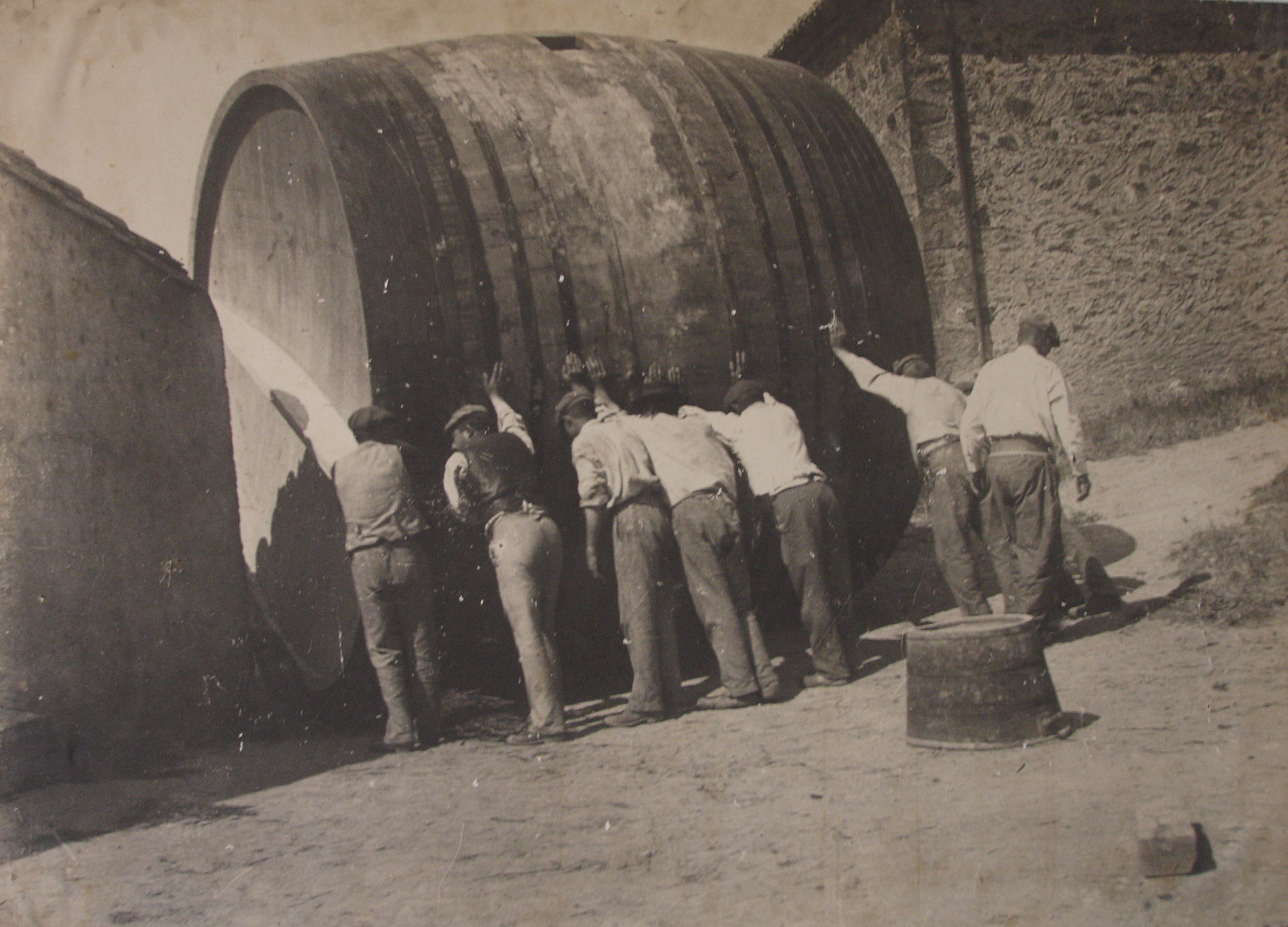
Pracownicy winnicy przy pracy

Bunt producentów wina w Langwedocji w 1907 – masowy protest osób utrzymujących się z pracy przy produkcji wina na terenie Langwedocji w marcu – czerwcu 1907. Jego bezpośrednim powodem był kryzys w branży winiarskiej związany z fatalnymi zbiorami w latach 1902–1903, a następnie nadprodukcją wina w dwóch kolejnych sezonach.

## Tło wydarzeń

### Uprawa winorośli w Langwedocji
Uprawa winorośli była wielowiekową tradycją na obszarze Langwedocji, znaną jeszcze w okresie galorzymskim, podtrzymywaną w średniowieczu przez winnice przy klasztorach. Dzięki otwarciu w XVIII wieku Kanału Południowego i portu w Sète, wino langwedockie zyskało kolejne rynki zbytu. Stale polepszały się również techniki konserwacji wina. W epoce rewolucji francuskiej region Béziers utrzymywał się przede wszystkim z prac związanych z produkcją i sprzedażą wina. Tendencje te pogłębiały się w miarę rozwoju transportu w XIX wieku.
W połowie XIX wieku winorośle południa Francji zostały najpierw zaatakowane przez kilka gatunków pasożytniczych grzybów, a następnie przez filokserę wińca. Regeneracja upraw była możliwa jedynie dzięki zastosowaniu ochronnej mieszanki siarczanu miedzi z tlenkiem wapnia oraz wprowadzeniu roślin sprowadzonych ze Stanów Zjednoczonych. Pod koniec XIX stulecia południe Francji produkowało już blisko 40% całego wina powstającego w tym kraju. Wielu prywatnych posiadaczy winnic wzbogaciło się poważnie na tej działalności, a ich winnice rozciągały się na obszarach dziesiątek hektarów. Wykształciła się jednak również wyraźna warstwa małych producentów, którzy często łączyli produkcję wina z wykonywaniem drugiego, dodatkowego zawodu. Od początku XX wieku, w celu polepszenia swojej pozycji na rynku, zaczęli oni łączyć się w spółdzielnie. Pierwsza z nich powstała w 1905 w Maraussan. Ze względu na wyraźne socjalistyczne poglądy wielu z zaangażowanych w ruch spółdzielczy (w tak powstałych spółkach często wprowadzano wspólnotę narzędzi pracy i dzielenie zysku po równo) zyskał on miano "Czerwonego Południa".

### Kryzys początku XX wieku
W latach 1902 i 1903 zbiory winogron były wyjątkowo słabe ze względu na niesprzyjającą pogodę. Tymczasem w latach 1904 i 1905 nagła zmiana warunków meteorologicznych spowodowała gwałtowne zwiększenie produkcji wina. Ogólna jego produkcja we Francji wzrosła o 98%. Cena hektolitra wina spadła z 24 franków w 1903 do 6-7 w 1905. Nadprodukcja wina langwedockiego sprawiała, że wyniki finansowe jego sprzedaży były bardzo słabe z powodu braku nabywców. W 1905 w Béziers miała miejsce manifestacja 15 tys. małych producentów wina, których sytuacja ekonomiczna nagle się pogorszyła. Dodatkowym czynnikiem osłabiającym langwedockie winiarstwo była konkurencja zagraniczna ze strony win włoskich i hiszpańskich oraz tanich win z Algierii.

### Bunt

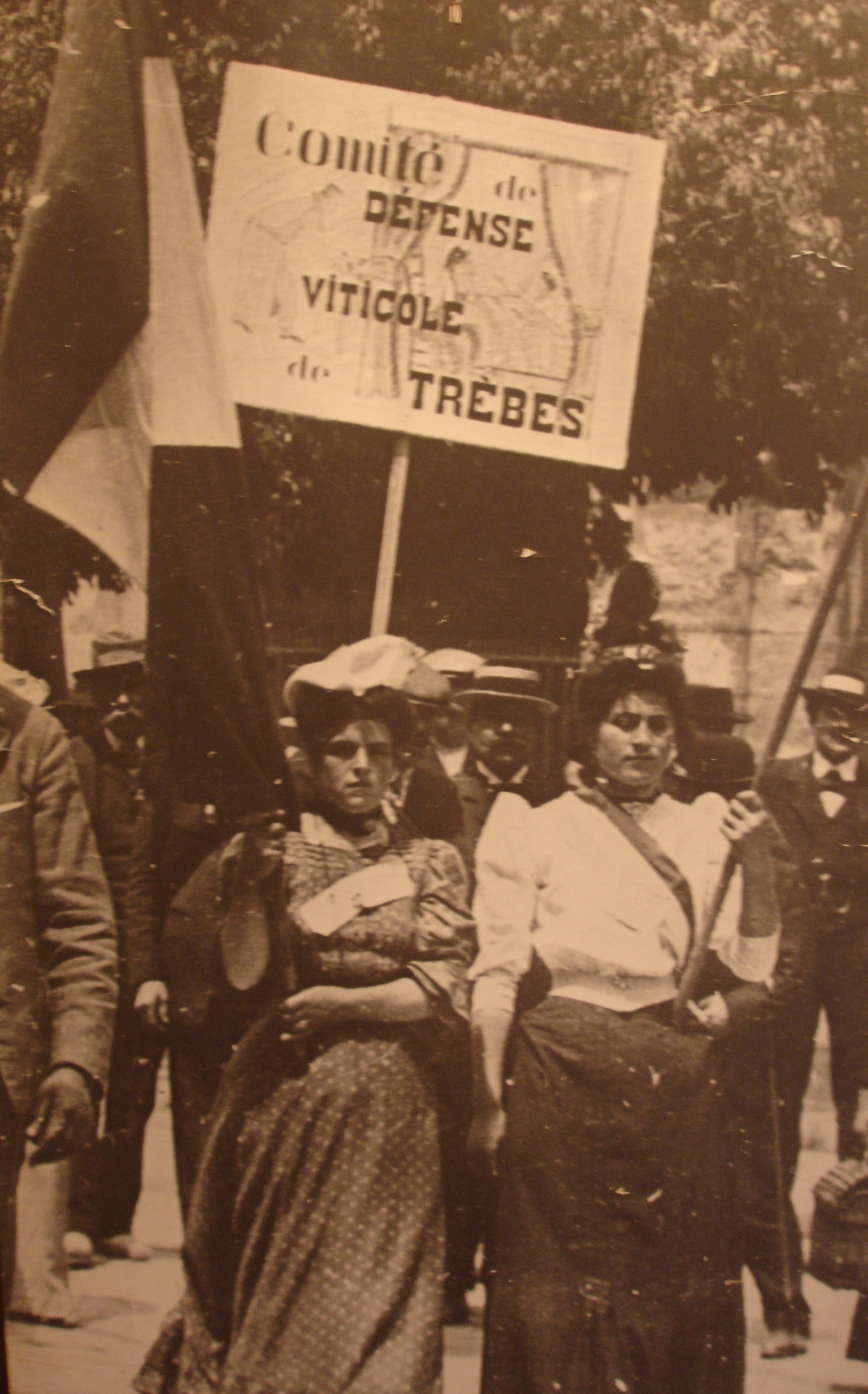

W 1907 kryzys nadprodukcji uderzył w Langwedocję na tyle poważnie, że większość osób utrzymujących się do tej pory z pracy najemnej w produkcji wina znalazła się na bezrobociu. Większość mniejszych producentów również straciła pozycję na rynku. W lutym 1907 zrujnowani producenci wina oraz pracownicy z Baixas odmówili płacenia podatków, chcąc zwrócić uwagę rządu na swoją sytuację.
11 marca 1907 grupa producentów wina z Minervois na czele z Marcelinem Albertem ogłosiła powstanie Komitetu z Argeliers, który miał bronić interesów małej przedsiębiorczości winiarskiej w Langwedocji. 87 członków grupy udało się do Narbonne na spotkanie z komisją parlamentarną. Równolegle organizowane były pochody, pikiety oraz spotkania z mieszkańcami. Ruch systematycznie przybierał na sile: na manifestacji 31 marca 1907 w Bize-Minervois było obecnych tylko 500-600 osób, ale już w tydzień później w Ouveillan manifestował tysiąc producentów wina, 28 kwietnia - 20 tys. w Lézignan-Corbières, wreszcie 5 maja 100 tys. w Narbonne. Kontrolujący manifestację oddział wojska oddał salwę do tłumu, zabijając dwie osoby. 12 maja w Béziers 17 pułk piechoty liniowej przyłączył się do protestujących. 19 maja w Perpignan uczestnicy dwustutysięcznej manifestacji podłożyli ogień pod prefekturę policji. Podobne pochody miały miejsce w Carcassonne, Nîmes i Montpellier – półmilionowa demonstracja, jaka miała tam miejsce 9 czerwca, była największym tego typu wydarzeniem w historii III Republiki.
Manifestanci domagali się natychmiastowego wdrożenia programu pomocy zrujnowanym producentom wina oraz bezrobotnym z Langwedocji. Zarzucali rządowi bezczynność i maskowanie braku planu działania efektownymi deklaracjami. Na sztandarach pojawiły się hasła znane z wcześniejszych powstań robotniczych: "Żyć pracując albo umrzeć walcząc" czy "Chleba lub ołowiu". Głównym wrogiem pracowników został okrzyknięty premier Georges Clemenceau. Po stronie protestujących stanęli rojaliści, Partia Radykalna oraz część hierarchii Kościoła rzymskokatolickiego (biskup Montpellier kazał otwierać kościoły w mieście, by protestujący mogli w nich przenocować). Z kolei socjaliści, ze względu na mieszany skład klasowy manifestacji (robotnicy winiarscy obok dawnych drobnych właścicieli), nie przedstawili spójnego stanowiska.
Clemenceau nie podejmował jednak żadnych działań, licząc na samoistne wygaśnięcie ruchu. Zamiast tego 600 merów miast langwedockich ogłosiło swoją dymisję, a ruch nadal zyskiwał zwolenników. 19 czerwca przeprowadzono aresztowania wszystkich członków Komitetu z Argeliers, oprócz Marcelina Alberta, któremu udało się uciec i ukryć w Paryżu. W kilku miejscowościach doszło do starć grup chłopów z wojskiem, było dwóch zabitych po stronie protestujących, w tym czternastolatek. Następnego dnia w czasie manifestacji w Narbonne ponownie doszło do strzelaniny, której ofiarą padło kolejne 5 osób, w tym jedna całkowicie niezwiązana z buntem, przypadkowo przechodząca dziewczyna.

## Działania rządu
W Paryżu Albert zdołał uzyskać spotkanie z Clemenceau i zgodził się na jego propozycję powrotu do Langwedocji i przekonania towarzyszy do zakończenia protestów. Premier przedstawił jednak spotkanie w takim świetle, że Albert został fatalnie przyjęty w rodzinnym mieście i z trudem uniknął samosądu, po czym musiał wyjechać do Algierii, gdzie zmarł w nędzy.
Zgromadzenie Narodowe przyjęło natomiast 29 czerwca serię uchwał zgodnych z postulatami protestujących, w tym ograniczenie w produkcji tanich win, które odbierały rynek tradycyjnej produkcji langwedockiej. Protesty stopniowo wygasły, jednak kryzysy nadprodukcji w branży winiarskiej zdarzały się jeszcze wielokrotnie.